# Richard Holden

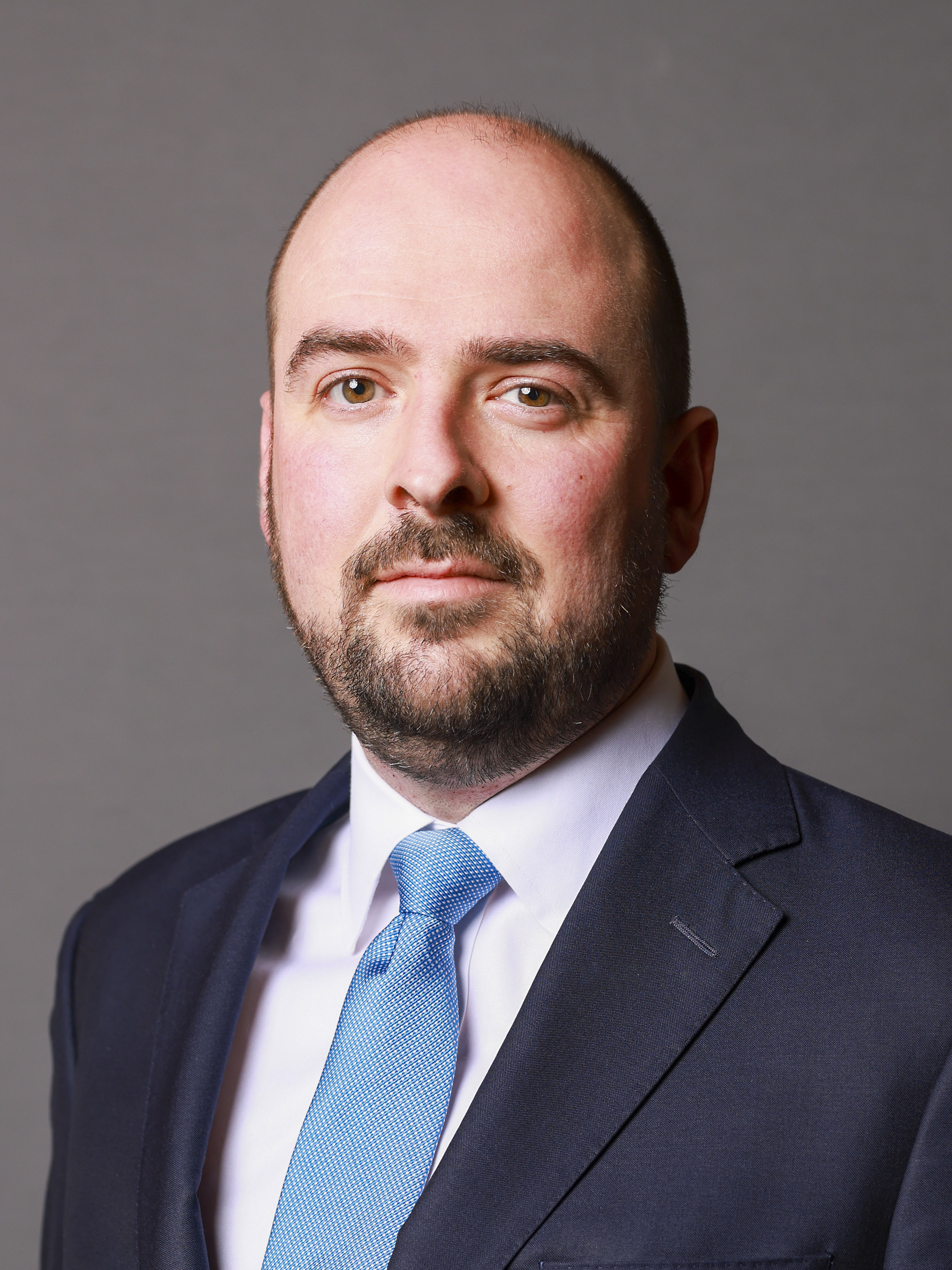
Richard Holden (12. November 2023)

Richard John Holden (* 11. März 1985 in Blackburn, Lancashire, England) ist ein britischer Politiker der Conservative Party, der seit 2019 Abgeordneter des Unterhauses (House of Commons) ist und im Kabinett Sunak zunächst zwischen 2022 und 2023 Parlamentarischer Staatssekretär im Verkehrsministerium war. Seit 2023 ist er im Kabinett Sunak Minister ohne Geschäftsbereich sowie seit November 2023 zudem Vorsitzender (Chairman) der Conservative Party und damit einer der engsten Mitarbeiter von Parteiführer und Premierminister Rishi Sunak.

## Leben
Richard John Holden wuchs in Grindleton auf und besuchte die örtliche dörfliche Grundschule, ehe er zur Grammar School in Skipton wechselte. Nach dem weiteren Schulbesuch in seiner Geburtsstadt Blackburn begann er ein Studium an der London School of Economics and Political Science (LSE), welches er 2007 beendete. Nachdem er als Kellner und Barmann gearbeitet hatte, arbeitete er sowohl im öffentlichen als auch im privaten Sektor sowie an politischen Kampagnen. Bei der Unterhauswahl am 12. Dezember 2019 wurde er im Wahlkreis North West Durham für die Conservative Party zum Abgeordneten des Unterhauses (House of Commons) gewählt, dem er seither angehört. Während seiner Parlamentszugehörigkeit war er von 2019 bis 2021 Mitglied des Ausschusses für öffentliche Finanzen (Public Accounts Committee) und daraufhin bis 2022 Mitglied des Ausschusses für europäische Rechtsinstrumente (European Statutory Instruments Committee). Er war des Weiteren Mitglied britischer Parlamentsdelegationen in internationalen Gremien für Demokratie, wie dem Europarat und der Interparlamentarischen Union (IPU). Daneben war er an mehreren Kampagnen beteiligt und leitete unter anderem die parlamentarischen Bemühungen zum Verbot von Hymenalrekonstruktionen und sogenannten „Jungfräulichkeitstests“ (Virginity testing), wofür er von der Iranischen und kurdischen Frauenrechtsorganisation IKWRO (Iranian and Kurdish Women’s Rights Organisation) mit dem Preis „Wahre Ehre“ ausgezeichnet wurde. Er beteiligte sich auch aktiv an der Kampagne für niedrigere Zölle auf Fassbier und wurde von der All-Party Parliamentary Groups (APPG) für Pubs als „Parlamentarier des Jahres“ ausgezeichnet. Zuletzt war er maßgeblich an der Gesetzesinitiative aus der Mitte des Unterhauses (Private members bill) beteiligt, der die automatische Rentenanmeldung auf jüngere und Teilzeitbeschäftigte ausweiten sollte.
Holden, der in Wolsingham im County Durham lebt, war zeitweise parlamentarischer Privatsekretär beim Minister für Kultur, Medien und Sport, dann kurzzeitig beim Verkehrsminister sowie zuletzt beim Minister für internationalen Handel. Im Kabinett Sunak übernahm er zunächst zwischen dem 22. Oktober 2022 und dem 13. November 2023 den Posten als Parlamentarischer Staatssekretär im Verkehrsministerium (Parliamentary Under Secretary of State, Department for Transport). Im Zuge einer Kabinettsumbildung löste er am 13. November 2023 Greg Hands als Minister ohne Geschäftsbereich (Minister without Portfolio) sowie zugleich als Vorsitzender (Chairman) der Conservative Party ab. Damit ist er einer der engsten Mitarbeiter von Parteiführer und Premierminister Rishi Sunak.